# Nieperfitz
Nieperfitz ist ein Ortsteil der Gemeinde Nahrendorf im niedersächsischen Landkreis Lüneburg. 
Das Dorf liegt 4 km südöstlich vom Kernbereich von Nahrendorf am Nordrand der Göhrde, die mit 75 km² das größte zusammenhängende Mischwaldgebiet Norddeutschlands ist. Südlich vom Dorf liegen die Naturschutzgebiete Schweinsgrund am Tannen und Lissauer Berge und Wälder am Jagdschloss Göhrde. 